# Pilar Pellicer
Pilar Pellicer wł. Pilar Pellicer López de Llergo (ur. 2 lutego 1938 w Meksyku, zm. 16 maja 2020 tamże) – meksykańska aktorka. Zdobywczyni meksykańskiej Nagrody Filmowej Ariel w kategorii Najlepsza aktorka za film La Choca (1974).

## Biografia
Była córką Césara Pellicera Sáncheza, z zawodu prawnika, i Pilar López de Llergo. W wieku 18 lat studiowała w Akademii Tańca Współczesnego i była szkolona przez Seki Sano. Później porzuciła taniec, aby studiować filozofię na National Autonomous University of Mexico. Studiowała również w Instituto Nacional de Bellas Artes literatura. Debiutowała jako aktorka w filmie El vendedor de muñecas w 1955 roku.
16 maja 2020 roku Pellicer zmarła na COVID-19 w wieku 82 lat w okresie światowej pandemii tej choroby.